# Raging Stallion
Raging Stallion Studios, con sede en San Francisco, California, es un gran estudio de cine para adultos y uno de los mayores productores de pornografía gay del mundo. Fue creado por Chris Ward, J.D. Slater, y Michael Brandon, quien más tarde se convirtió en copropietario. Michael Brandon actuó en varias películas de Raging Stallion antes de decidir la compra de la compañía. Los tres han producido y dirigido videos con recursos de la compañía. Ward se ha centrado en hacer películas con fetiche de puños; Slater tiene una línea llamada "Músculo Centurión" y Brandon tiene otra línea de películas llamada "Monster Bang". Slater también ha trabajado en las bandas sonoras de las películas, y ha lanzado algunas de estas canciones en CD.
En 2005, Raging Stallion estrenó unas 22 películas nuevas. En 2010, justo después de que el cantante Ricky Martin asumiera su homosexualidad, los estudios Raging Stallion le ofrecieron cerca de un millón de dólares para actuar en una de las películas de la productora.

## Líneas de video/Tiendas
- Raging Stallion Studios
- Monster Bang Video
- Fisting Central
- Centurion Pictures XXX
- High Octane
- HairyBoyz.com
- Hard Friction
- Pistol Media
- Cazzo Film Berlin (con base en Europa)

## Modelos principales
| - Mike Luciano - Andy Dill - Arpad Miklos - Blake Harper - Bryce Pierce - Bret Wolfe |  | - Carlos Morales - Chris Steele - Collin O'Neal - Damian Rios - Damien Crosse - Diesel Washington - François Sagat - Jake Deckard - Jason Dean - Jason Hawke |  | - Jeremy Tucker - Lorenzo - Logan McCree - Manuel Torres - Marc LaSalle - Marc Williams - Marko - Michael Brandon |  | - Michael Soldier - Ricky Sinz - Robert Marx - Rocco Giovanni - Sean Storm |  | - Steve Cannon - Steve Cruz - Tag Adams - Tyler Saint - Will Clark |